# Acacia maidenii
Espèce
Répartition géographique
Acacia maidenii est une espèce de plantes à fleurs de la famille des Fabaceae. C'est un arbre originaire d'Australie (Nouvelle-Galles du Sud, Queensland et Victoria).
Il a été introduit en Inde (Tamil Nadu) et en Argentine, et il est cultivé en Afrique du Sud. Il préfère le plein soleil à l'ombre partielle et il est souvent trouvé en bordure de forêt tropicale.

## Description
Il peut atteindre 15 m de hauteur et 10 à 15 m de largeur. Ses phyllodes sont vert foncé, alternes et mesurent jusqu'à 20 cm de longueur et 1 à 3 cm de largeur. Il a une très forte croissance, atteignant 1,5 m de hauteur en moins de 5 mois. Ses fleurs jaune pâle atteignent jusqu'à 6 cm de long et se trouvent souvent en groupes de 2 à 3. La gousse est velue, longue d'environ 15 cm et étroite, souvent enroulée. En Australie, il est classé comme espèce en voie de disparition. L'arbre a une durée de vie de plus de 30 ans. Il croît d'environ 1 m par an. Il supporte le gel jusqu'à −7 °C mais il ne résiste pas à la sécheresse, l'irrigation pouvant être nécessaire dans certaines zones de culture. Dans son aire de répartition naturelle, il tend à croître dans les lieux avec une température maximale moyenne d'environ 25 °C, mais il peut pousser dans une fourchette de 22 à 32 °C de température maximale moyenne. Il pousse essentiellement dans les zones avoisinant 1200 à 1600 mm de précipitations annuelles, mais il peut aller de 600 à 2000 mm de précipitations.

## Utilisation
Il est utilisé comme arbre d'ornement le long de rues et dans les parcs. Il est très bien adapté pour le reboisement dans les zones appropriées. La gomme sécrétée par le tronc était utilisée dans le passé pour l'alimentation par les Aborigènes australiens.
L'écorce peut contenir jusqu'à 0,36 % de diméthyltryptamine ainsi que 0,24 % de N-méthyltryptamine hallucinogènes. Lorsqu'elle est fumée, l'écorce a un léger effet hallucinogène. Elle entre dans la composition des bières Ayahuasca australiennes.

## Culture
L'USDA recommande des plantations en zone 9 (température minimimale supérieure à −6,6 °C). Acacia maidenii pousse bien dans tous les types de sol, sauf ceux qui sont gorgés d'eau pendant de longues périodes de l'année. Il y a environ 65 graines/g. Acacia maidenii peut être multiplié à partir de semences, mais, afin d'augmenter le taux de germination, les semences doivent être prétraitées. Elles peuvent être trempées dans l'eau chaude ou les graines peuvent être entaillées ou scarifiées mécaniquement afin que l'eau puisse pénétrer dans le revêtement et arriver jusqu'à la graine et permettre la germination.
La germination se produit le mieux à une température entre 21 et 27 °C.